# 延命寺 (土岐市)
延命寺（えんめいじ）は岐阜県土岐市泉東窯町にある臨済宗妙心寺派（東海門派慈雲院下）の寺院。山号は應身山。

## 歴史
寛永5年（1668年）4月、尾張国熱田龍珠寺四世の密堂紹空が、横枕山 延命寺として開創した。
元禄8年（1695年）に土岐郡三十三所巡礼が決められた際に一番札所に選ばれた。
後に山号を應身山に改めた。山門は宝暦4年（1754年）に建立されたものである。
昭和6年(1931年)、十三世の禅介紹典は、境内に延命保育園を開園し、昭和35年(1960年)10月、藍綬褒章を受章し、昭和42年(1967年)11月、勲五等瑞宝章を受章した。また本堂・庫裡・玄関を新築している。

## 寺宝
如意輪観世音菩薩坐像・延命地蔵尊立像・開山像・韋駄天立像・十六善神像